# Nicolas Robert
Pour les articles homonymes, voir Robert.
Nicolas Robert, né le 18 avril 1614 à Langres, et mort le 25 mars 1685 à Paris, est un miniaturiste et graveur naturaliste français. Il est connu pour le Recueil des vélins, conservé au Muséum national d'histoire naturelle.

## Biographie
Fils d'un aubergiste de Langres, Nicolas Robert est baptisé en la paroisse Saint-Martin, le 16 avril 1614. Sans doute se forme-t-il dans l'atelier d'un peintre ou d'un enlumineur. Il semble avoir séjourné assez longuement, à Rome, où il publia, en 1640, Fiori diversi, recueil de 25 gravures de fleurs dédié à un certain Giovanni Orlandi. Il était à Rome en 1630 comme l'atteste Jacques Bousquet dans son ouvrage Les peintres français à Rome au XVIIe siècle. 

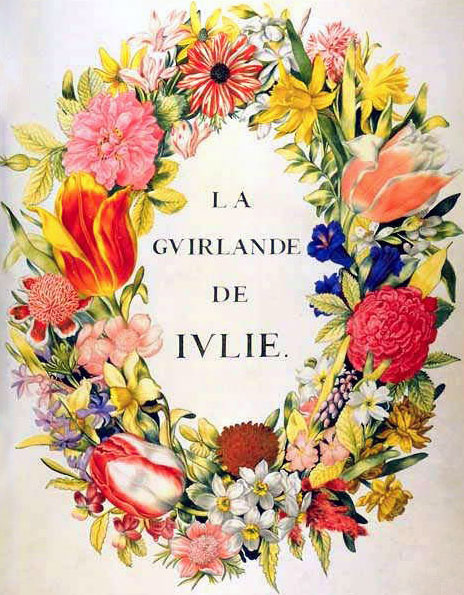
La Guirlande de Julie, Nicolas Robert, 1641, BNF

La notoriété lui vient l'année suivante, en 1641, lorsque Charles de Sainte-Maure, duc de Montausier offre à Julie d'Angennes, fille de la marquise Catherine de Rambouillet, la Guirlande de Julie.
Le texte est calligraphié sur vélin, en ronde, par le célèbre calligraphe Nicolas Jarry et la fleur citée dans chaque poème peinte par Nicolas Robert, Le manuscrit comprend 90 feuillets in-folio. Après le titre, vient trois feuillets de garde, suivis du faux-titre formé par une guirlande de fleurs au centre de laquelle est écrits : la Guirlande de Julie. Trois autres feuillets blancs sépare ce frontispice d’une seconde miniature qui représente Zéphyre tenant une rose de la main droite et, de la gauche, une guirlande de vingt-neuf fleurs. Parmi les autres feuillets, vingt-neuf porte chacun une fleur peinte en miniature ; les autres présente un ou plusieurs madrigaux relatifs à chaque fleur. Il y a soixante-deux madrigaux. La reliure, en maroquin rouge, avec les lettres J et L enlacées, était l’œuvre de Le Gascon, un des plus habiles relieurs français.
Gaston, duc d'Orléans et frère de Louis XIII, qui connaissait Julie d'Angennes et dont certains protégés fréquentaient l'hôtel de Rambouillet, s'attache alors les services de celui qui est devenu un peintre à la mode. Il est vraisemblable que Nicolas Robert soit entré au service du Prince quelque temps après, et ait peint au Luxembourg et à Blois, mais aucune indication ne nous est parvenue, ni sur les conditions dans lesquelles il travaille, ni sur les paiements qui lui sont faits.
En 1664 il est nommé peintre en miniature du roi Louis XIV pour la miniature. Il jouit de son vivant d'une grande notoriété, nombre de ses contemporains le considérant comme le plus grand peintre naturaliste de son temps,.
Il entreprend la collection du Recueil des vélins, où il peint sur vélin des plantes et des animaux pour la bibliothèque du Roi,.
Il travaille à partir de 1667 avec l'Académie des Sciences au Mémoires pour servir à l'histoire des plantes, dans le cadre des grands travaux scientifiques voulus par Colbert pour servir la gloire royale. Le but de cette entreprise dirigée par le botaniste Denis Dodart était de produire une grande et novatrice histoire des plantes, accompagnée d'illustration confiées à Nicolas Robert et Louis de Châtillon pour les dessins et Abraham Bosse pour la gravure.

Champs de travail de Nicolas Robert
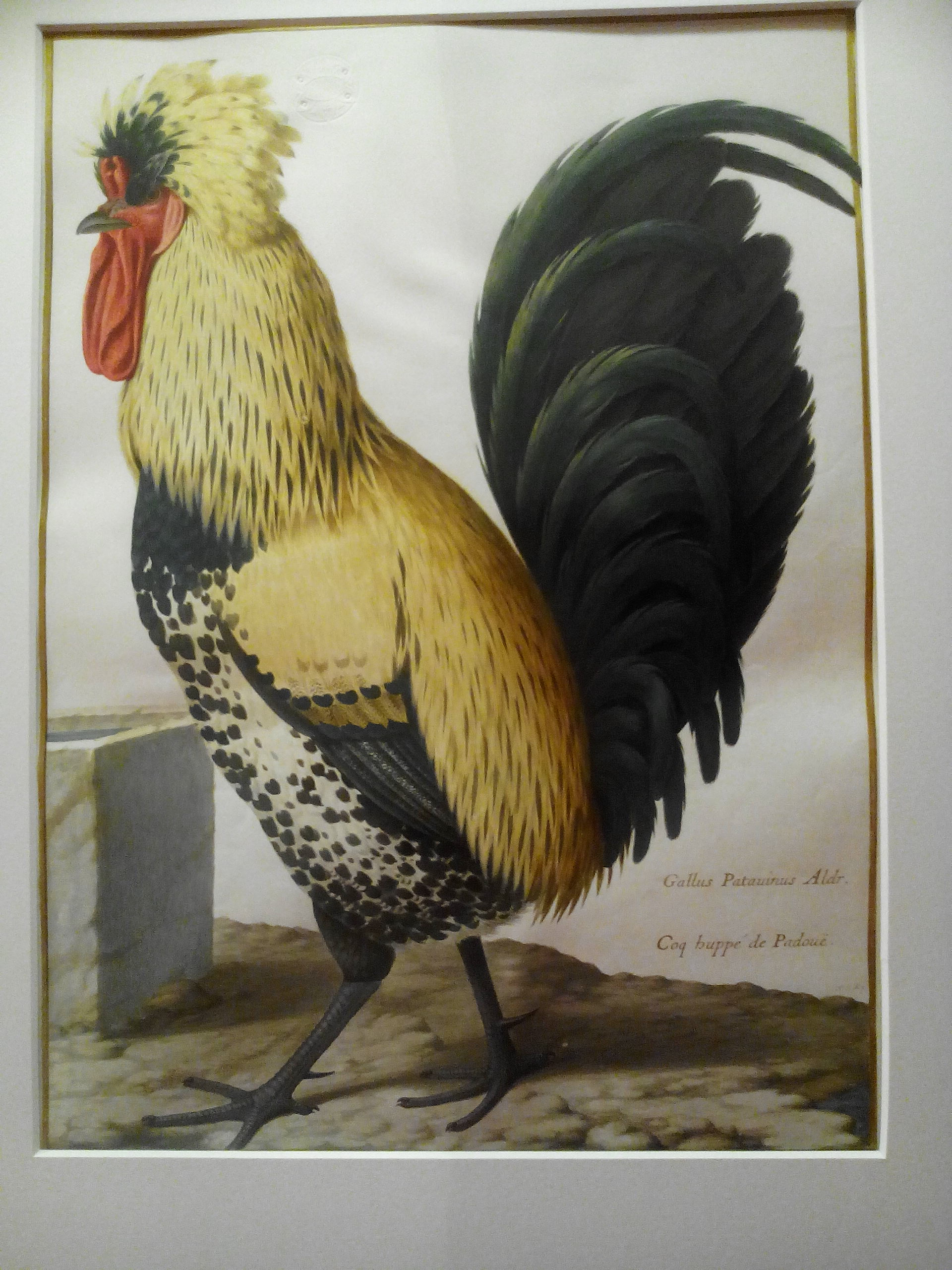
Miniature animalière sur vélin pour la collection royale, Muséum Gallus patavinus, Aldr, Coq huppé de Padouë, Buffon (Gallus gallus, L.)
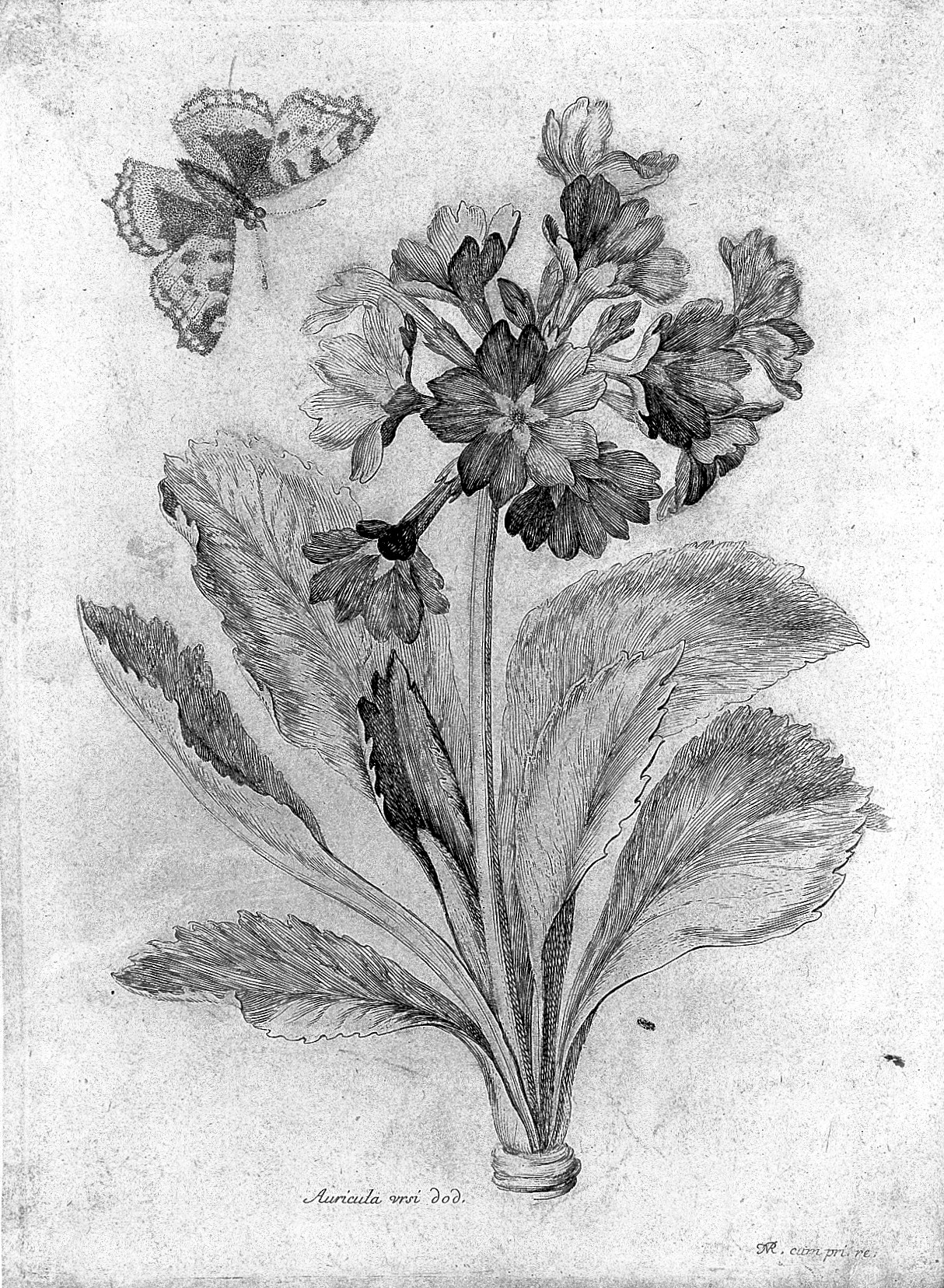
Gravure pour l'Académie Auricula vrsi, Dod. (Primula auricula, l'Oreille d'ours, L.)
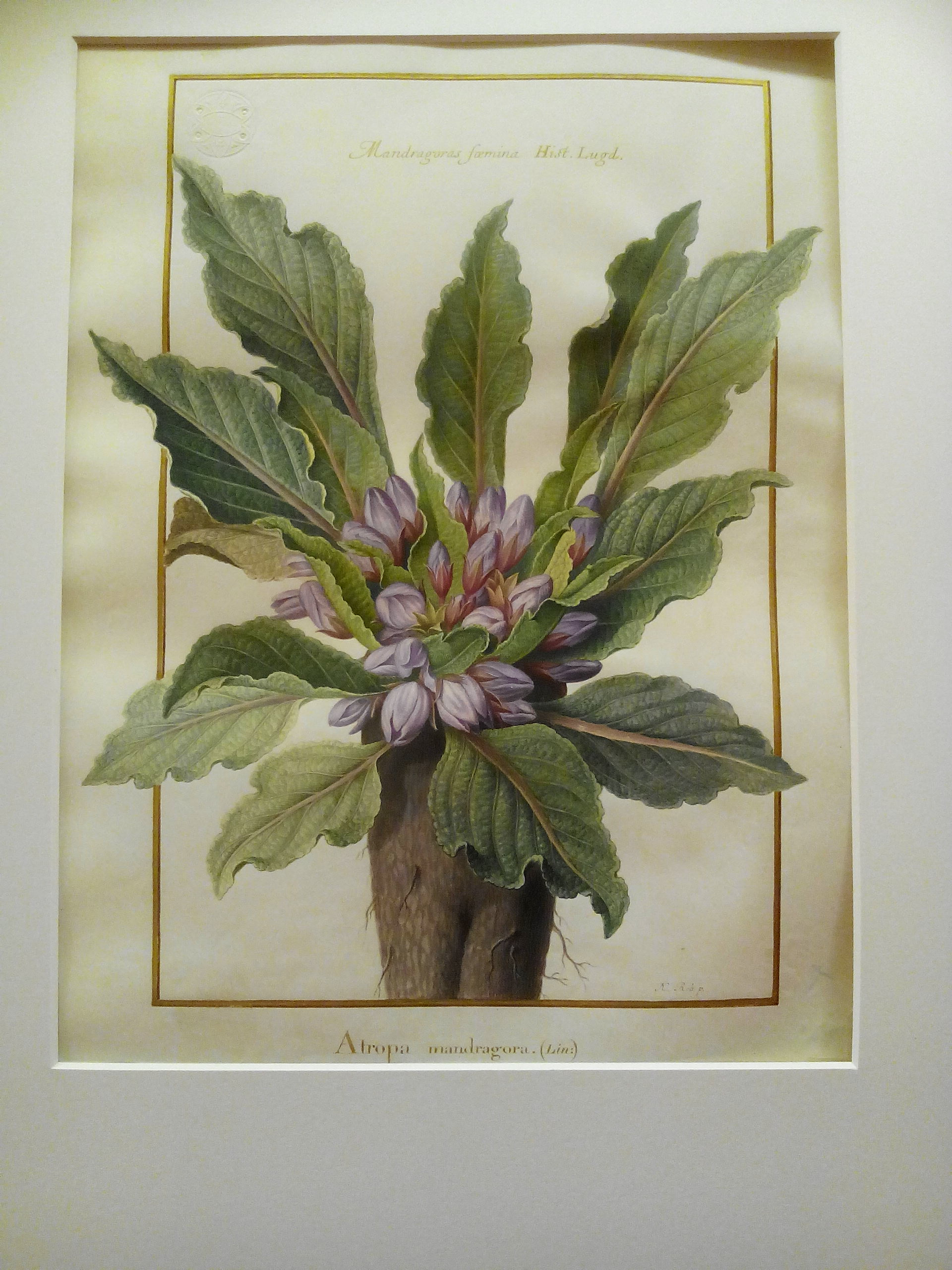
Miniature botanique sur vélin pour la collection royale, Muséum Mandragoras faemina, Hist lugd, Buffon (Mandragora officinarum, la Mandragore, L.)

Il meurt, le 26 mars 1685, dans son dernier domicile parisien, rue des Fossés-Saint-Germain-l'Auxerrois.